# Rašovice (district de Vyškov)
Pour les articles homonymes, voir Rašovice.
Rašovice (en allemand : Raschowitz) est une commune du district de Vyškov, dans la région de Moravie-du-Sud, en République tchèque. Sa population s'élevait à 695 habitants en 2020.

## Géographie
Rašovice se trouve à 18 km au sud-sud-ouest de Vyškov, à 27 km à l'est-sud-est de Brno et à 210 km au sud-est de Prague.
La commune est limitée par Křižanovice au nord, par Bučovice au nord-est, par Nevojice à l'est, par Heršpice au sud et au sud-ouest, et par Hodějice à l'ouest.

## Histoire
La première mention écrite de la localité date de 1131.